# Joaquín Angulo
Joaquín Angulo González (6 de diciembre de 1776 - 1861) fue un abogado y político mexicano. Fue nombrado diputado local en 1846, gobernador constitucional de Jalisco de 1848 a 1852, y senador. Fue parte del Supremo Tribunal de Justicia y gobernador sustituto en 1855. En 1857, el voto popular le llevó a la Suprema Corte de Justicia.
En 1846 solicitó a la población su apoyo para mantener al ejército, en el contexto de la guerra contra Estados Unidos declarada ese mismo año, para evitar que la corbeta estadounidense Cyane, con un gran número de soldados en ella, pudiera desembarcar en el puerto de San Blas (Nayarit).